# هناتیگالا
هناتیگالا (به لاتین: Heenatigala) یک منطقهٔ مسکونی در سری‌لانکا است که در ناحیه گاله واقع شده‌است.